# Broad Street (Manhattan)
Broad Street je ulice v New Yorku, ve státě New York, USA. Nachází se na Lower Manhattanu, na tzv. Financial District. Táhne se od South Street po Wall Street.
Na Broad Street má hlavní vchod newyorská burza (18 Broad Street) a obrázky jejího sídla bývají pořizovány právě odsud.
Původní nízkopodlažní zástavba byla v průběhu 20. století přeměněna, když v této oblasti začala vzrůstat obchodní aktivita. Nyní zde, ve vysokopodlažních budovách, sídlí významné banky a finanční instituce.

## Historie
Broad Street byla pojmenována po Broad Canal, který nahradila. Původně to byl přítok z East River a byl lemován dvěma řadami třípatrových domů, cesty před nimi byly zpevněny v roce 1676. Kanál byl zasypán v roce 1676, protože prodejci ovoce a zeleniny, včetně Indiánů, kteří přijížděli na kánoích z Long Islandu, opustili oblast, a pro větší lodě byl kanál malý.
Broad Canal byl původní manhattanskou zastávkou prvního trajektu mezi Manhattanem a Brooklynem, později Fulton Ferry.
Ulice zažila během staletí hodně změn - od holandské a britské nadvlády až po nezávislou Ameriku. Mezi nájemci na Broad Street v 18. století byl knihkupec Garrat Noel. Roku 1835 velký požár zničil historické budovy. Oblast se stala centrem finanční činnosti, menší budovy byly nahrazeny velkými bankami. Většina staveb, které stojí dnes, byla postavena na přelomu 20. století, a další po roce 1950.

## Galerie

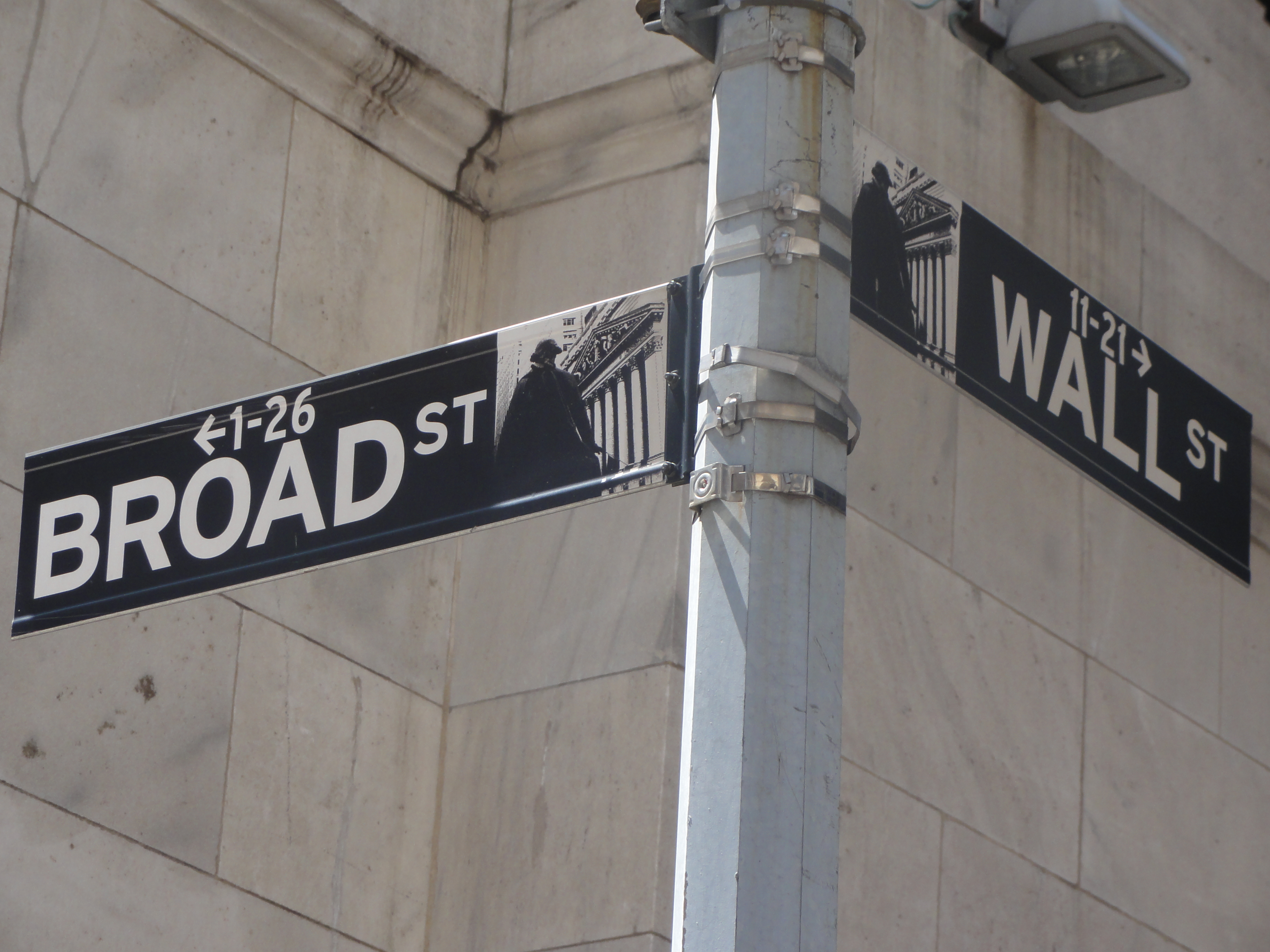
Směrové značky na Broad a Wall Street
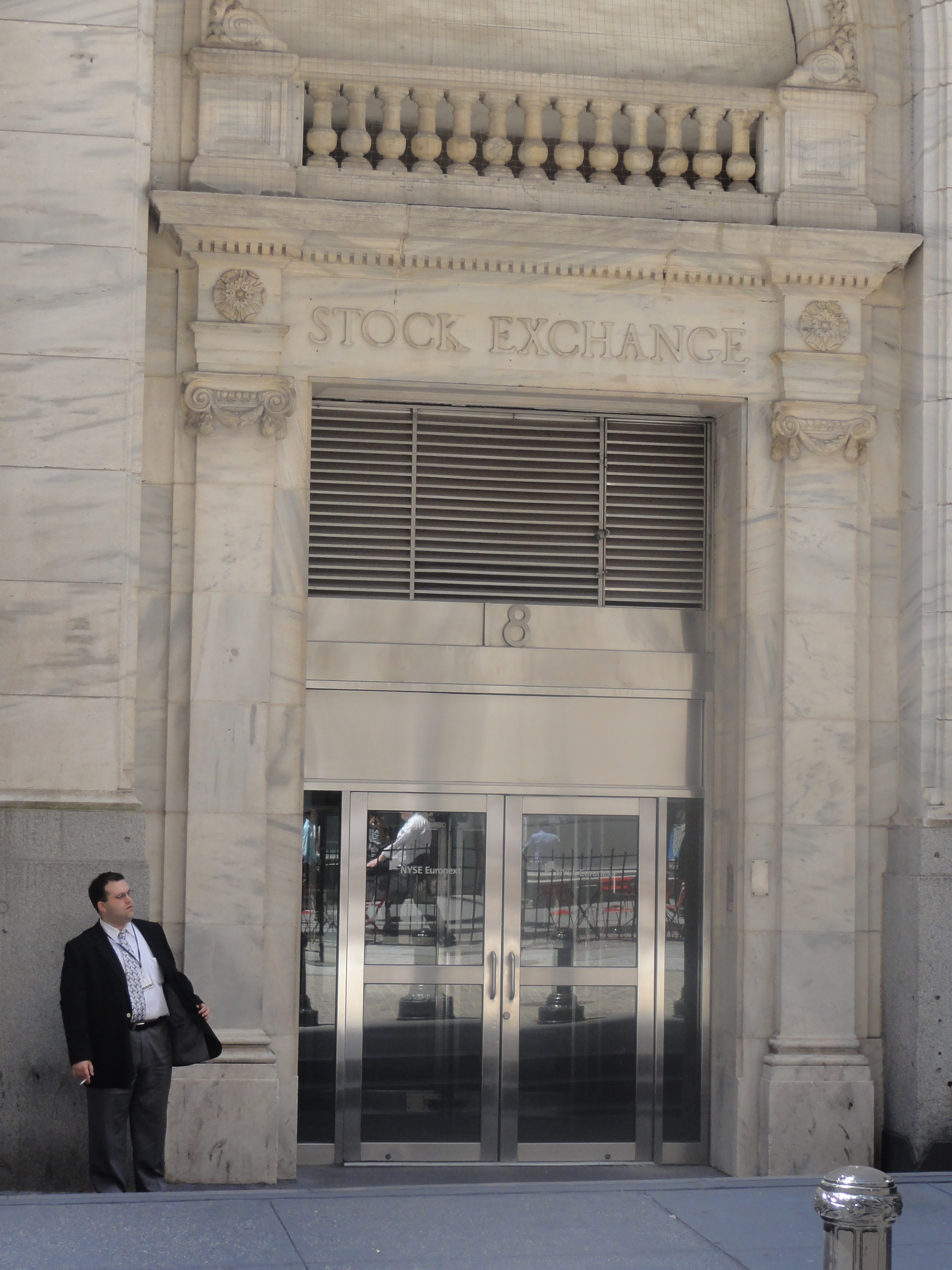
18 Broad Street - hlavní vchod newyorské burzy
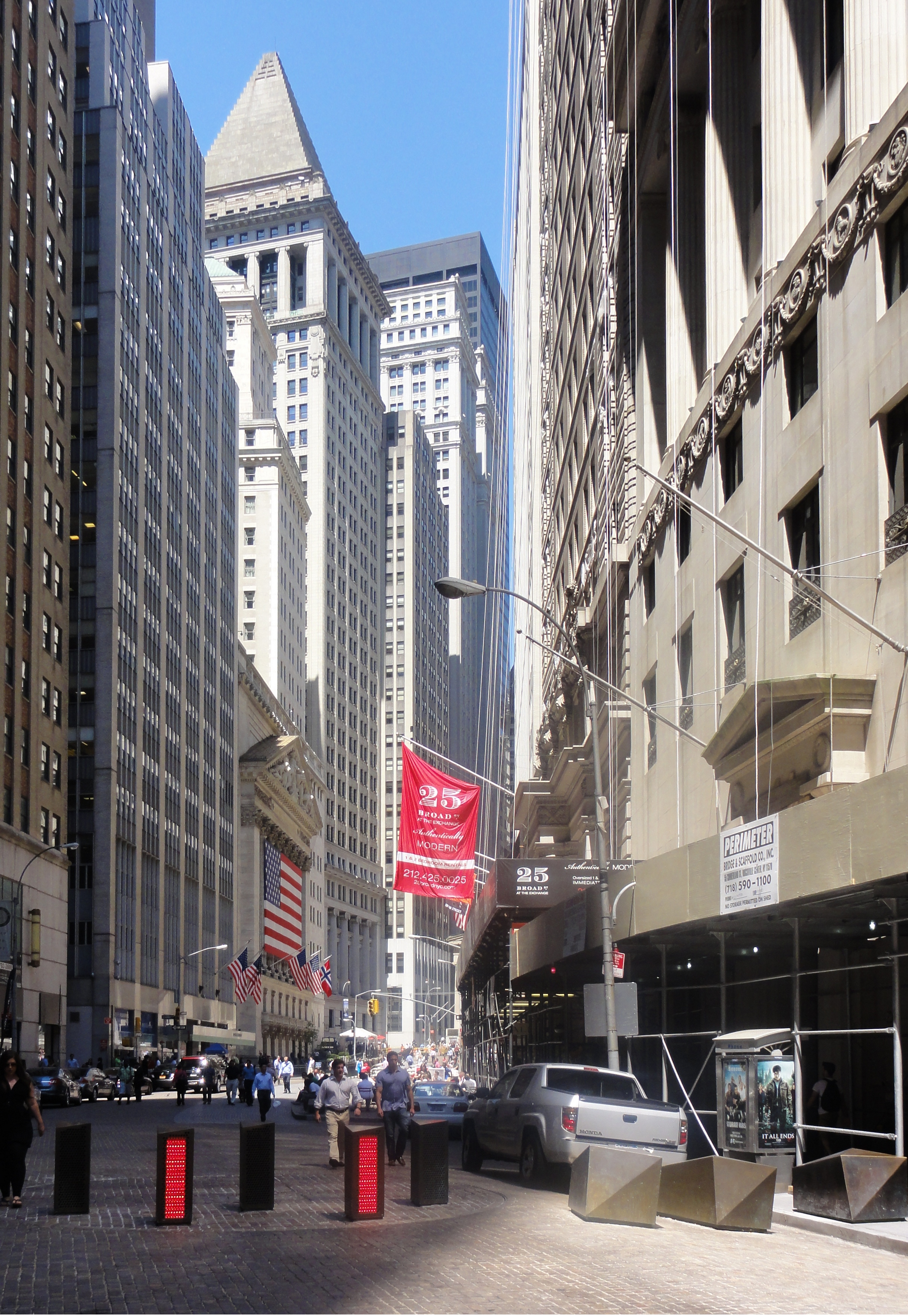
Pohled od jihu na Broad Street
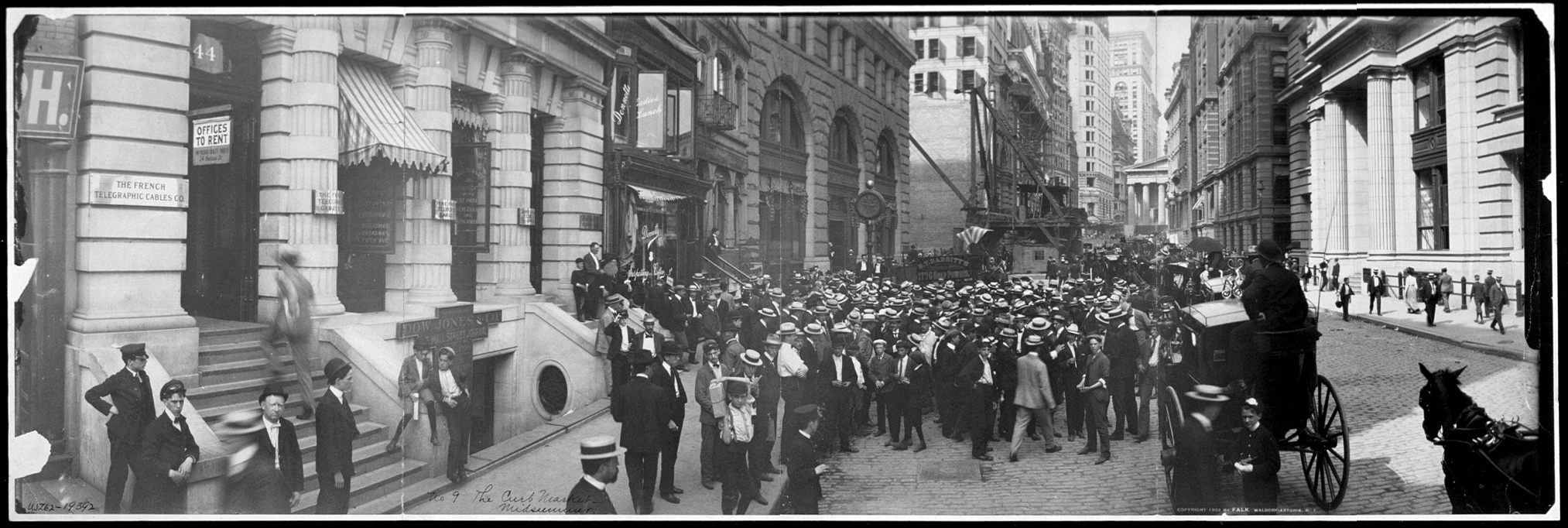
Curb Market (později NYSE) na Broad Street v roce 1902